# Nicolae Grigorișin
Nicolae Grigorișin (n. 5 septembrie 1971, Bălți) este un politician care a ocupat funcția de primar al municipiului Bălți, din 2021 până în 2023.

## Biografie
A terminat Școala militară superioară din Volsk, Federația Rusă, și Institutul de Educație Fizică, Turism și Sport din Odesa. Din 1993 până în 1997 a activat în cadrul unităților militare din orașul Klin, Rusia, și Dușanbe, Tadjikistan. Între 1999 și 2015 a fost șeful Centrului turistic „Avtomobilist” din Zatoka, regiunea Odesa. Declară că este fondatorul clubului de fotbal Zarea de la Bălți și al asociației obștești „Piramida”. Este căsătorit.

## Activitate politică
În 2014 Grigorișin a devenit șeful filialei Partidul Nostru la Bălți.
În perioada 2015 - 2018 a fost consilier municipal la Bălți. A fost primar al municipiului Bălți în perioada 2018-2019. În noiembrie 2019 a fost ales viceprimar al mun. Bălți, funcție pe care a păstrat-o până la realegerea sa ca primar în 2021.
Nicolai Grigorișin a devenit primar interimar la mijlocul lunii septembrie 2020, pe perioada campaniei electorale, după ce Renato Usatîi a fost înregistrat în calitate de candidat la alegerile prezidențiale din 1 noiembrie 2020.
Al doilea mandat al său ca primar interimar al orașului Bălți a fost între 17 august - 1 septembrie 2021, după demisia fostului primar, Renato Usatîi. Începând din 24 decembrie 2021, Nicolai Grigorișin a îndeplinit din nou funcția de primar al municipiului Bălți.
Grigorișin a fost votat la al doilea său mandat ca primar de 7.148 (84,77%) dintre cei prezenți la urne.
Pentru contracandidatul său, Nicolae Chirilciuc, exponent al partidului „Patrioții Moldovei”, au votat 1.248 (15,23%) dintre alegători, conform IPN.
La urnele de vot s-au prezentat 10.209 de persoane sau 9,98% din numărul total al alegătorilor.